# The Pros and Cons of Hitch Hiking (turné)
The Pros and Cons of Hitch Hiking bylo první sólové turné britského baskytaristy a zpěváka Rogera Waterse. Odehrál jej při příležitosti vydání svého alba The Pros and Cons of Hitch Hiking v letech 1984 a 1985, tedy v době, kdy byl stále členem skupiny Pink Floyd. Kvůli slabému prodeji vstupenek bylo několik koncertů v Evropě zrušeno.

## Obsazení
- Roger Waters – baskytara, akustická kytara, zpěv
- Eric Clapton – kytara (pouze v roce 1984)
- Jay Stapley – kytara (pouze v roce 1985)
- Michael Kamen – klávesy
- Mel Collins – saxofon
- Chris Stainton – klávesy, baskytara (pouze v roce 1984)
- Tim Renwick – kytara, baskytara (pouze v roce 1984)
- Andy Fairweather-Low – kytara, baskytara (pouze v roce 1985)
- Andy Newmark – bicí
- Doreen Chanter – vokály
- Katie Kissoon – vokály

## Popis scény
Zadní stranu pódia tvořila tři velká plátna, na která byly třemi projektory promítány obrazy, filmy či animace. Před tyto obrazy byly před druhou polovinou koncertu spuštěna další tři plátna z jemného materiálu, takže projekce byly dvojité. Scénu navrhli Mark Fisher a Jonathan Park, filmy pocházely od Nicolase Roega a animace vytvořil Gerald Scarfe. Zvuk byl kvadrofonický.

## Setlist
Formát koncertů byl v obou letech shodný. V první polovině vystoupení skupina odehrála v novém aranžmá Watersovy písně z jeho působení v Pink Floyd, druhou půlku tvořilo kompletní album The Pros and Cons of Hitch Hiking.
Setlist byl až na jednu výjimku stálý a neměnný, navzájem se několika obměnami lišila pouze vystoupení v letech 1984 a 1985.

### Rok 1984
První polovina
- „Set the Controls for the Heart of the Sun“
- „Money“
- „If“
- „Welcome to the Machine“
- „Have a Cigar“
- „Wish You Were Here“
- „Pigs on the Wing, Part 1“
- „In the Flesh“
- „Nobody Home“
- „Hey You“
- „The Gunner's Dream“

Druhá polovina
- „4:30 AM (Apparently They Were Travelling Abroad)“
- „4:33 AM (Running Shoes)“
- „4:37 AM (Arabs with Knives and West German Skies)“
- „4:39 AM (For the First Time Today, Part 2)“
- „4:41 AM (Sexual Revolution)“
- „4:47 AM (The Remains of Our Love)“
- „4:50 AM (Go Fishing)“
- „4:56 AM (For the First Time Today, Part 1)“
- „4:58 AM (Dunroamin', Duncarin', Dunlivin')“
- „5:01 AM (The Pros and Cons of Hitch Hiking)“
- „5:06 AM (Every Stranger's Eyes)“
- „5:11 AM (The Moment of Clarity)“

Přídavky
- „Brain Damage“
- „Eclipse“

### Rok 1985
První polovina
- „Welcome to the Machine“
- „Set the Controls for the Heart of the Sun“
- „Money“
- „If“
- „Wish You Were Here“
- „Pigs on the Wing, Part 1“
- „Get Your Filthy Hands Off My Desert“
- „Southampton Dock“
- „The Gunner's Dream“
- „In the Flesh“
- „Nobody Home“
- „Have a Cigar“
- „Another Brick in the Wall, Part I“
- „The Happiest Days of Our Lives“
- „Another Brick in the Wall, Part II“

Druhá polovina
- „4:30 AM (Apparently They Were Travelling Abroad)“
- „4:33 AM (Running Shoes)“
- „4:37 AM (Arabs with Knives and West German Skies)“
- „4:39 AM (For the First Time Today, Part 2)“
- „4:41 AM (Sexual Revolution)“
- „4:47 AM (The Remains of Our Love)“
- „4:50 AM (Go Fishing)“
- „4:56 AM (For the First Time Today, Part 1)“
- „4:58 AM (Dunroamin', Duncarin', Dunlivin')“
- „5:01 AM (The Pros and Cons of Hitch Hiking)“
- „5:06 AM (Every Stranger's Eyes)“
- „5:11 AM (The Moment of Clarity)“

Přídavky
- „Brain Damage“
- „Eclipse“

## Koncerty

### Část 1: Evropské koncerty 1984
| Datum            | Stát               | Město                 | Místo                            | Poznámky                     |
| ---------------- | ------------------ | --------------------- | -------------------------------- | ---------------------------- |
| 16. června 1984  | Švédsko            | Stockholm             | Johanneshovs Isstadion           |                              |
| 17. června 1984  | Švédsko            | Stockholm             | Johanneshovs Isstadion           |                              |
| 19. června 1984  | Nizozemsko         | Rotterdam             | Sportpaleis Ahoy                 |                              |
| 21. června 1984  | Spojené království | Londýn                | Earls Court Exhibition Hall      | koncert neobsahoval přídavky |
| 22. června 1984  | Spojené království | Londýn                | Earls Court Exhibition Hall      |                              |
| 26. června 1984  | Spojené království | Birmingham            | National Exhibition Centre Arena |                              |
| 27. června 1984  | Spojené království | Birmingham            | National Exhibition Centre Arena |                              |
| 29. června 1984  | Západní Německo    | Dortmund              | Westfalenhalle                   | koncert zrušen               |
| 1. července 1984 | Západní Německo    | Frankfurt nad Mohanem | Messehalle                       | koncert zrušen               |
| 1. července 1984 | Francie            | Nice                  | Apollon Auditorium               | koncert zrušen               |
| 3. července 1984 | Švýcarsko          | Curych                | Hallenstadion                    |                              |
| 6. července 1984 | Francie            | Paříž                 | Palais omnisports de Paris-Bercy |                              |

### Část 2: Severoamerické koncerty 1984
| Datum             | Stát                   | Město                | Místo                            | Poznámky |
| ----------------- | ---------------------- | -------------------- | -------------------------------- | -------- |
| 17. července 1984 | Spojené státy americké | Hartford (CT)        | Hartford Civic Center            |          |
| 18. července 1984 | Spojené státy americké | Hartford (CT)        | Hartford Civic Center            |          |
| 20. července 1984 | Spojené státy americké | East Rutherford (NJ) | Brendan Byrne Meadowslands Arena |          |
| 21. července 1984 | Spojené státy americké | East Rutherford (NJ) | Brendan Byrne Meadowslands Arena |          |
| 22. července 1984 | Spojené státy americké | East Rutherford (NJ) | Brendan Byrne Meadowslands Arena |          |
| 24. července 1984 | Spojené státy americké | Filadelfie (PA)      | Spectrum Theater                 |          |
| 26. července 1984 | Spojené státy americké | Rosemont (IL)        | Rosemont Horizon                 |          |
| 28. července 1984 | Kanada                 | Toronto (ON)         | Maple Leaf Gardens               |          |
| 29. července 1984 | Kanada                 | Toronto (ON)         | Maple Leaf Gardens               |          |
| 31. července 1984 | Kanada                 | Montréal (QC)        | The Forum                        |          |

### Část 3: Severoamerické koncerty 1985
| Datum           | Stát                   | Město           | Místo                       | Poznámky                                                      |
| --------------- | ---------------------- | --------------- | --------------------------- | ------------------------------------------------------------- |
| 19. března 1985 | Spojené státy americké | Detroit (MI)    | Joe Louis Arena             |                                                               |
| 20. března 1985 | Spojené státy americké | Richfield (OH)  | The Coliseum                |                                                               |
| 21. března 1985 | Spojené státy americké | Buffalo (NY)    | Buffalo Memorial Auditorium |                                                               |
| 23. března 1985 | Kanada                 | Toronto (ON)    | Maple Leaf Gardens          |                                                               |
| 26. března 1985 | Spojené státy americké | New York (NY)   | Radio City Music Hall       |                                                               |
| 27. března 1985 | Spojené státy americké | New York (NY)   | Radio City Music Hall       |                                                               |
| 28. března 1985 | Spojené státy americké | New York (NY)   | Radio City Music Hall       | celý koncert živě vysílán po celých USA na rádiu Westwood One |
| 29. března 1985 | Spojené státy americké | Filadelfie (PA) | Spectrum Theater            |                                                               |
| 30. března 1985 | Spojené státy americké | Worcester (MA)  | The Centrum                 |                                                               |
| 3. dubna 1985   | Spojené státy americké | Oakland (CA)    | Oakland Coliseum Arena      |                                                               |
| 4. dubna 1985   | Spojené státy americké | Inglewood (CA)  | The Forum                   |                                                               |
| 6. dubna 1985   | Spojené státy americké | Phoenix (AZ)    | Veterans Memorial Coliseum  |                                                               |
| 8. dubna 1985   | Spojené státy americké | Houston (TX)    | The Summit Sports Arena     |                                                               |
| 9. dubna 1985   | Spojené státy americké | Austin (TX)     | Frank Erwin Center          |                                                               |
| 11. dubna 1985  | Spojené státy americké | Atlanta (GA)    | The Omni Coliseum           |                                                               |
| 13. dubna 1985  | Spojené státy americké | Hollywood (FL)  | The Sportatorium            |                                                               |
| 14. dubna 1985  | Spojené státy americké | Lakeland (FL)   | Civic Center Arena          |                                                               |